# Martin Solveig

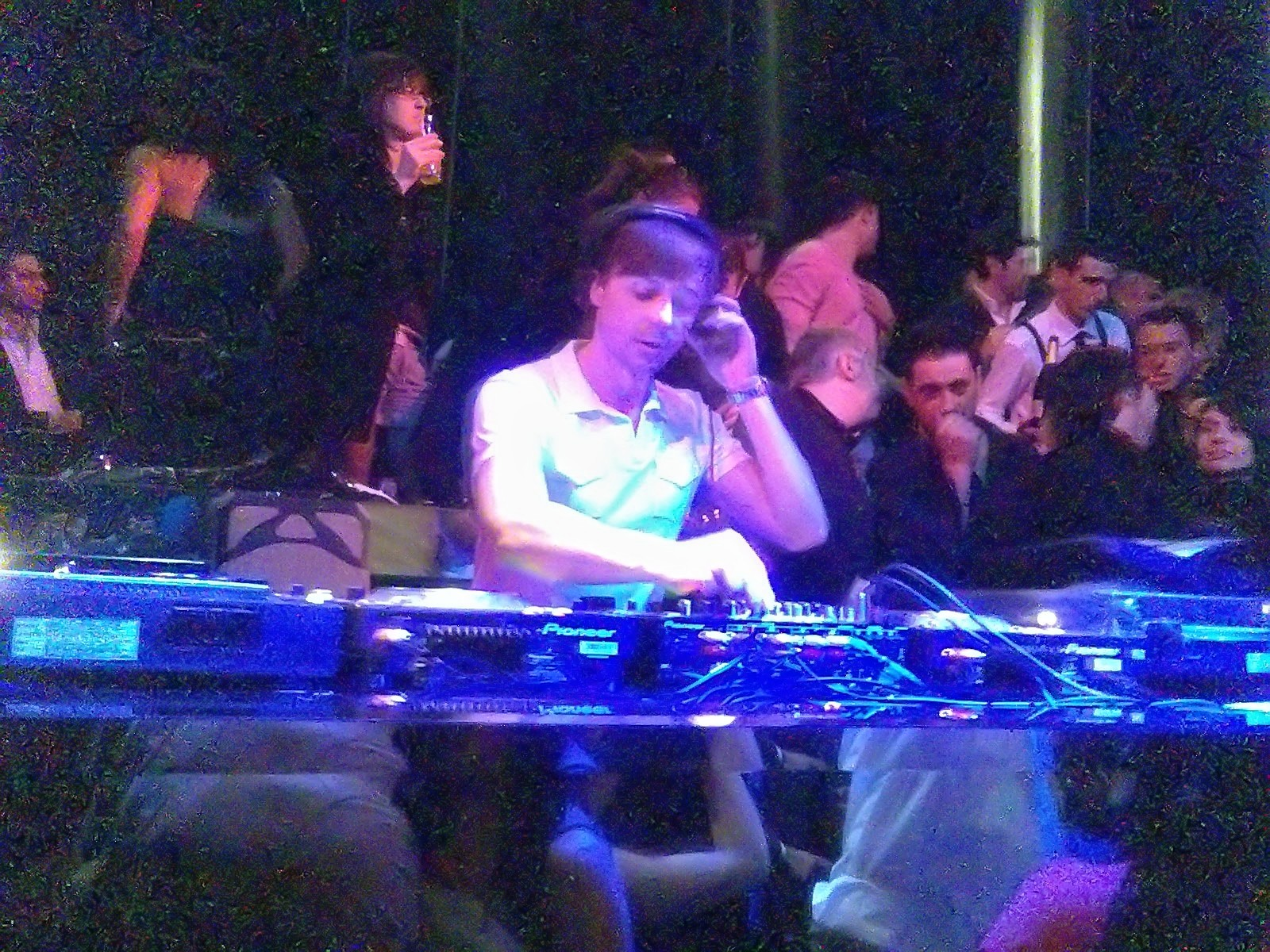
Martin Solveig på nattklubben "Peter Pan" i Misano Adriatico 2008.

Martin Laurent Picandet, mer känd under artistnamnet Martin Solveig, född 22 september 1976, är en fransk DJ, sångare, låtskrivare och producent från Paris.
Martin Solveig är värd för radioprogrammet "C'est La Vie" på stationer över hela världen inklusive FG DJ Radio i hans hemland Frankrike.  
Hans skivbolag heter Mixture Stereophonic. Han rankades som nr 29 i DJ Mags popularitetsundersökning Top 100 DJs år 2011.
Martin Solveig har samarbetat med Dragonette, Kele i Bloc Party och Madonna. År 2011 blev Solveig officiellt utsedd till en av producenterna för Madonnas nya studioalbum, MDNA. Martin var förband på Madonnas turné MDNA Tour 2012.
"Hello" blev Martin Solveigs genombrottslåt internationellt, tillsammans med Dragonette; den har bland annat använts i en reklamfilm för Trident (tuggummi) under 2011 och vidare för Gevalia 2017–2018.